# Eric Flaim
Eric Joseph Flaim, född 9 mars 1967 i Pembroke i Massachusetts, är en före detta amerikansk skridskoåkare och shorttracklöpare. Han vann silver på 1 500 meter i Calgary år 1988. Och i 1994 vann han silver i shorttrackstafett.